# Kościół katolicki na Cyprze
Kościół katolicki na Cyprze reprezentowany jest przez Kościół rzymskokatolicki oraz Kościół maronicki.

## Historia
W 1191 r. Cypr opanowali krzyżowcy pod władzą Ryszarda Lwie Serce, zakładając tam swoje królestwo. Na wyspę zaczęli też przybywać katolicy europejscy, głównie włoscy oraz bliskowschodni Maronici. Założono jedno arcybiskupstwo łacińskie w Nikozji oraz trzy biskupstwa (Famagusta, Limassol i Pafos). Przez dalszych 250 lat kraj pozostawał pod panowaniem władców zachodnich, którzy faworyzowali Kościół katolicki kosztem prawosławia. W latach 1489–1571 wyspa należała do Wenecji, która wycofała się stamtąd po zdobyciu jej przez Turków. Nowi władcy znieśli hierarchię łacińską, a większość kościołów zamieniono na meczety. W 1593 r. na wyspę powrócili franciszkanie, którzy podjęli opiekę duszpasterską nad nielicznymi katolikami.
Zarówno katolikom łacińskim, jak i maronickim konstytucja gwarantuje po jednym przedstawicielu w cypryjskim parlamencie.

## Kościół rzymskokatolicki
Kościół rzymskokatolicki na Cyprze podlega łacińskiemu patriarchatowi Jerozolimy (od 2013 r. wikariuszem patriarszym jest bp Bruno Varriano OFM). Wikariat cypryjski liczy ok. 10–12 tys. wiernych, z czego tylko 2 tys. to obywatele Cypru. Wspólnota posiada cztery parafie:
- parafia pw. Świętego Krzyża w Nikozji
- parafia pw. MB Łaskawej w Larnace
- parafia pw. Świętej Katarzyny w Limassol
- parafia rzymskokatolicka w Pafos

## Kościół maronicki
Na Cyprze żyje ok. 4800 miejscowych Maronitów oraz pewna liczba katolików libańskich (razem 6 tys. osób). Maronickie arcybiskupstwo zostało utworzone w XIV wieku. Obecny arcybiskup to Selim Jean Sfeir. Kościoły maronickie na Cyprze:
- katedra pw. MB Łaskawej w Nikozji
- kościół pw. Św. Jerzego w Kormakitis
- kościół pw. Św. Archanioła Michała w Asomatos
- kościół pw. Świętego Krzyża w Karpaszy
- kościół pw. Św. Mariny w Ajia Marina
- kościół pw. Św. Marona w Anthoupolis, (Nikozja)
- kościół pw. Św. Szarbela w Limassol
- kościół pw. Św. Mariny w Limassol
- kościół pw. Św. Józefa w Larnace
- kościół pw. Św. Kyriaki w Pafos
- kościół pw. Św. Mariny w Kotsiatis